# Heinrich XXXIII. Reuß zu Köstritz

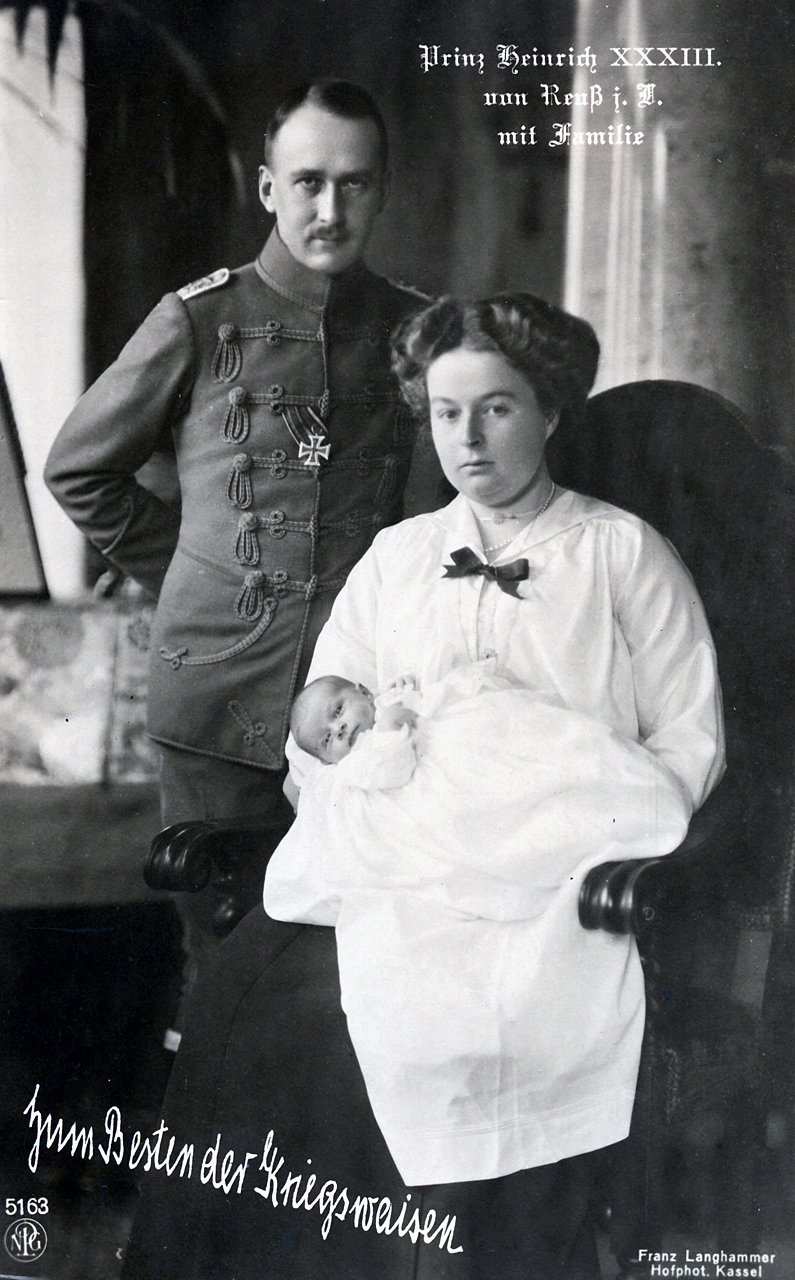
Prinz Heinrich XXXIII. von Reuß jüngerer Linie mit seiner Frau Prinzessin Victoria Margarete von Preußen.

Heinrich XXXIII. Prinz Reuß zu Köstritz (* 26. Juli 1879 in Mauer bei Wien; † 15. November 1942 in Stonsdorf, Landkreis Hirschberg im Riesengebirge, Provinz Niederschlesien) war ein kaiserlicher Botschaftssekretär, Rittmeister à la suite der Preußischen Armee und Leutnant im 2. Garde-Dragoner-Regiment „Kaiserin Alexandra von Rußland“.

## Leben
Er war der Sohn des Prinzen Heinrich VII. Reuß-Köstritz und der Prinzessin Marie von Sachsen-Weimar-Eisenach, Tochter des Großherzogs Carl Alexander von Sachsen-Weimar-Eisenach und der Prinzessin Sophie von Oranien-Nassau, Prinzessin der Niederlande. Er war als Oberleutnant im Husaren-Regiment Landgraf Friedrich II. von Hessen-Homburg Nr. 14 zu Kassel. Danach arbeitete er als Diplomat.

## Politische Einstellung
Er pflegte ein enges Verhältnis zum Nationalsozialismus. In einem Brief an Königin Wilhelmina der Niederlande vom 26. April 1936 erklärte er als Grund für seine Unterstützung der Nationalsozialisten unter anderem, Deutschland habe „am Rande schlimmsten Bolschewismus“ gestanden. „Da schenkte uns Gott den Deutschen Führer Adolf Hitler“, der einen „starken Wall […] gegen diese vernichtende Flut“ errichtet und nicht nur Deutschland, sondern ganz Europa gerettet habe. Man könne die „Bolschewiken und dieses ganze Pack […] nicht mit Glacéhandschuhen behandeln.“ Die Handhabung der „Judenfrage“ verstehe das Ausland nicht, da es sich „noch nicht in dem Zustand der Verjudung“ befinde.
Auch als Prinz Reuß die NSDAP verlassen musste, weil er bis in die Jahre 1931/32 Mitglied der Großen Landesloge der Freimaurer von Deutschland gewesen war, äußerte er sich zu seiner Rechtfertigung antisemitisch: Dieser Orden, dessen Ordensmeister Friedrich Leopold von Preußen gewesen war, habe „wohl als einzige bürgerliche Institution“ einen „scharfen Kampf“ gegen die „schleichende Ausbreitung des Judentums in Deutschland“ geführt.

## Ehe und Nachkommen
Prinz Heinrich XXXIII. Reuß-Köstritz heiratete am 17. Mai 1913 im Neuen Palais in Potsdam Prinzessin Viktoria Margarete von Preußen (* 17. April 1890 in Potsdam; † 9. September 1923 im Jagdschloss Klein Glienicke), Tochter von Prinz Friedrich Leopold von Preußen und Prinzessin Louise Sophie von Schleswig-Holstein-Sonderburg-Augustenburg. Aus der Ehe Heinrichs mit Viktoria Margarete gingen zwei Kinder hervor:
- Prinzessin Marie Luise Reuß-Köstritz (* 9. Januar 1915; † 17. Juni 1985)
- Prinz Heinrich II. Reuß-Köstritz (* 24. November 1916; † 24. Dezember 1993)

Heinrich XXXIII. Prinz Reuß-Köstritz heiratete in zweiter Ehe am 10. April 1929 in Paris die in den USA geborene Allene Tew (* 7. Juli 1876 in Janesville (Wisconsin); † 1. Mai 1955 in Cap-d’Ail).

## Besitz
Die Begüterung im schlesischen Stonsdorf im Riesengebirge war seit 1750 Familieneigentum. Die Güter Ober- und Mittel-Stonsdorf waren Ende der 1930er Jahre teils verpachtet an Hans-Adalbert von Restorff, bzw. an die Hirschberger Filiale der Deutschen Bank und Diskonto-Gesellschaft.